# 李賢重
李 賢重（イ・ヒョンジュン, 朝鮮語: 이현중, 2000年10月23日 - ）は、韓国の京畿道城南市出身のプロバスケットボール選手。ポジションはシューティングガード。
B.LEAGUE・長崎ヴェルカに所属している。

## 学生時代まで

### 生い立ち
中学校入学時の身長は170cmほどで、ガードとしてプレーしていたが、最終学年になる頃には190cmまで伸びており、オフェンス時はガード、ディフェンス時はセンターとしてプレーした。活躍が評価されてU-16の韓国代表に選出され、2015年のアジアU-16選手権で優勝に貢献した。

### ハイスクール
父がコーチを務める水原市の高校に進学し、在学中の2016年にU17バスケットボール・ワールドカップの韓国代表に選出され、ベスト8まで進出した。この大会をきっかけに注目を集め、NBA主催のアジアキャンプに招待され参加した。
2018年にはオーストラリアのキャンベラで行われたNBA国際アカデミーに参加し、英語の学習も進めた。この頃から同じポジションのクレイ・トンプソンを目標とするようになる。その後、同年のアジアU-18選手権で平均26得点・10.3リバウンド・6アシストの成績を記録するなど活躍し、大会後にはNBAGリーグのショーケースで好成績を記録し、NCAAの20の大学からオファーを受けた。憧れのトンプソンの母校であるワシントン州立大学からもオファーを受けていたが、最終的にはステフィン・カリーの母校であるデイビッドソン大学への進学を決めた。NCAAのディビジョンIの大学でプレーする韓国人バスケットボール選手は史上4人目であり、男子では史上2人目であった。

### カレッジ
1年目の2019-20シーズンはシックスマンとして平均8.4得点・3.4リバウンドの成績を記録し、アトランティック・テン・カンファレンスのオールルーキーチームに選出された。
2年目の2020-21シーズンから先発に定着した。このシーズンは平均13.5得点・4.5リバウンド・2.5リバウンドの成績を記録し、NCAAでは1992-93シーズン以降では史上10人目となる50-40-90クラブを達成した。
3年目の2021-22シーズン、2021年12月21日には全米10位にランクインしていたアラバマ大学を相手に17得点を記録しチームを勝利に導いた。デイビッドソン大学が全体トップ10にランクインしていたチームに勝利したのはカリーが在学していた2008年以来だった。このシーズンは自身初となるNCAAトーナメントに進出し、NCAAトーナメントでプレーした史上初の韓国人選手となった。ミシガン州立大学との1回戦では4点差を追う後半残り3.9秒の場面で1点差に迫る3ポイントシュートを沈めたが、及ばず敗退となった。
シーズン終了後に2022年のNBAドラフトへアーリーエントリーしたが、
足にケガを負いドラフトでは指名されなかった。

## プロキャリア

### サンタクルーズ・ウォリアーズ(2023)
2023年2月20日、NBA Gリーグのサンタクルーズ・ウォリアーズに入団した。
シーズン中全12試合に出場。1試合平均5.5得点、4.3リバウンド、1.7アシストを記録した。
シーズン終了後の2023年のNBAサマーリーグではフィラデルフィア・セブンティシクサーズでプレーした。

### イラワラ・ホークス (2023-24)
2023年7月11日、NBLのイラワラ・ホークスに3年契約で加入。
2024年1月20日には、アデレード・サーティシクサーズとの試合で自己最多となる24得点を記録し（3ポイントは8本中5本成功）、NBLでのキャリアベストの活躍を見せたが、試合は96対89で敗れた。

### 大阪エヴェッサ(2024)
2024年3月、大阪エヴェッサに加入。シーズン終了まで在籍し、レギュラーシーズン16試合に先発出場、1試合平均15.3得点5.5リバウンド2.6アシスト、3ポイントシュート成功率37.5パーセントと活躍した。

イラワラ・ホークスとの契約を残したまま大阪エヴェッサやサマーリーグでポートランド・トレイルブレイザーズに挑戦していた。

### イラワラ・ホークス (2024-25)
シーズン40試合に出場し、平均16.2分、7.0ポイント、3.3リバウンド、1.2アシスト、3P成功率35.3%の成績を残した。

### 長崎ヴェルカ(2025-)
2025年7月30日、長崎ヴェルカへの加入が発表された。

## 家族
家族全員がバスケットボール選手で、母は韓国代表として1984年のロサンゼルスオリンピックで銀メダルを獲得した。父はかつて韓国のセミプロリーグでプレーしており、姉も高校時代に韓国代表に選出されていた。

## 個人成績

### カレッジ
| シーズン | チーム         | GP | GS | MPG  | FG%  | 3P%  | FT%  | RPG | APG | SPG | BPG | PPG  |
| -------- | -------------- | -- | -- | ---- | ---- | ---- | ---- | --- | --- | --- | --- | ---- |
| 2019–20  | デイビッドソン | 28 | 0  | 20.9 | .467 | .377 | .857 | 3.1 | .8  | .6  | .1  | 8.4  |
| 2020–21  | デイビッドソン | 22 | 22 | 29.9 | .508 | .442 | .900 | 4.0 | 2.5 | .5  | .4  | 13.5 |
| 2021–22  | デイビッドソン | 34 | 33 | 32.1 | .474 | .381 | .777 | 6.0 | 1.9 | .7  | .3  | 15.8 |
| 通算     | 通算           | 84 | 55 | 27.8 | .481 | .397 | .823 | 4.5 | 1.7 | .6  | .2  | 12.7 |